# Baryceros mirandus
Baryceros mirandus là một loài tò vò trong họ Ichneumonidae.